# Troglodytes troglodytes

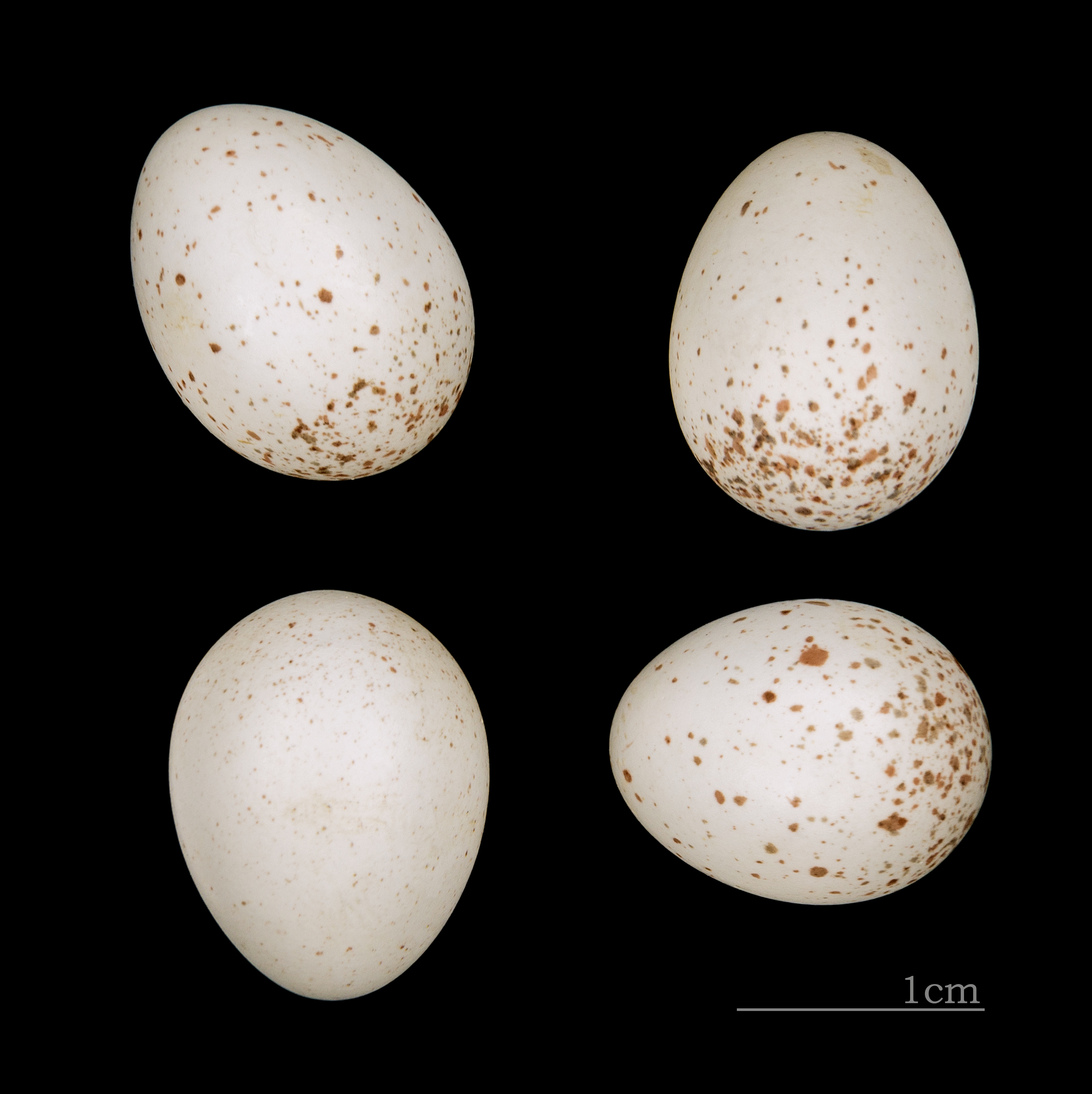
Huevos de Troglodytes troglodytes

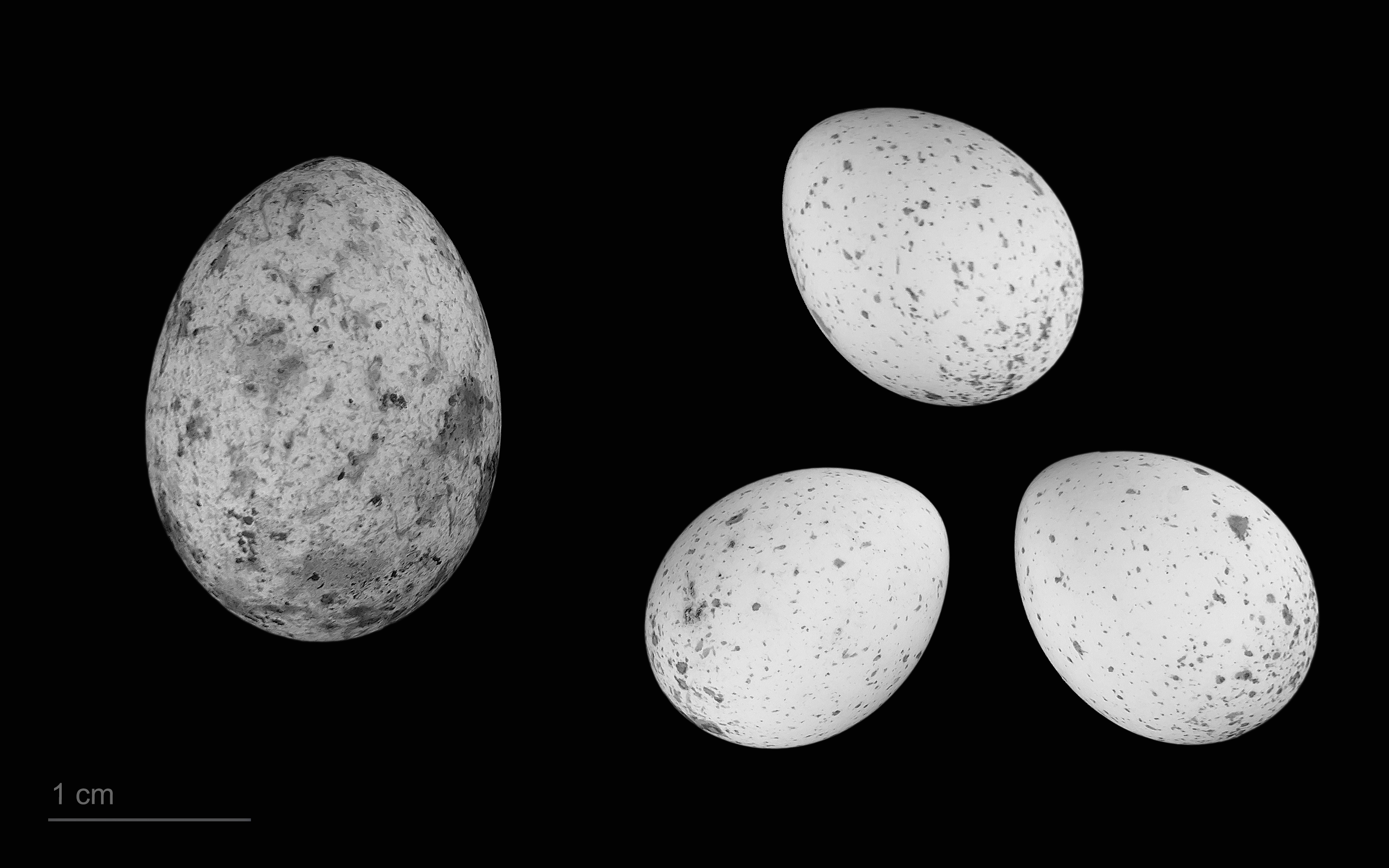
Cuculus canorus canorus en un nido de Troglodytes troglodytes - MHNT

El chochín común (Troglodytes troglodytes), también conocido como chochín paleártico, es una especie de ave paseriforme de la familia Troglodytidae, el único de este grupo presente en el Viejo Mundo. Las especies de esta familia son denominadas chochines. Son aves minúsculas de una gran vivacidad. Tiene varias subespecies en su área de distribución como el chochín de Saint Kilda.

## Descripción
Es un ave insectívora, que se alimenta de larvas, orugas, arañas, etc. con el típico pico fino y puntiagudo de las aves insectívoras, aunque en invierno puede comer a veces semillas si le falta el alimento. Es uno de los pájaros más pequeños de Europa, de 9 a 10,5 cm de longitud y 13 a 17 cm de envergadura y en torno a 10 g de peso. De plumaje pardo rojizo apagado y poco llamativo, con alas y cola barradas en un tono más oscuro, con una cola corta que alza con frecuencia o mantiene en alto. Es un ave valiente y curiosa que se acerca mucho a las personas. Se asemeja a una bolita de plumas y en invierno es frecuente verlo en grupos pequeños o pequeñas bandadas muy confiadas. Se escucha más frecuentemente de lo que se le ve. El canto es potente y animado con una serie diversa de trinos y gorjeos que se repiten.  Es un ave muy activa en invierno y muy fácil de ver los días de heladas o nevada, cuando se muestra más hambriento y accesible.

## Distribución y hábitat
Se distribuye por todo el hemisferio norte. Común en toda Europa desde Islandia hasta el norte de África, en Asia se extiende desde el norte de Irán y Afganistán a Japón y llega a América del Norte. Es migratoria sólo en las zonas más al norte de su distribución. Se le reconocen más de 40 subespecies.
Es una especie con gran amplitud de hábitat, pero estrechamente dependiente de la vegetación arbustiva densa e higrófila. Tiene preferencia por los bosques y las orillas de ríos y arroyos con abundante carrizo, tamarizal, coscojales, sotobosque y cañaveral  donde se pueda ocultar fácilmente de aves depredadoras como los córvidos. También se le encuentra en parques, jardines y senderos, siempre que tengan abundantes setos y matas compactas donde ocultarse. La urraca, que los caza al vuelo, es uno de sus mayores predadores.

## Comportamiento

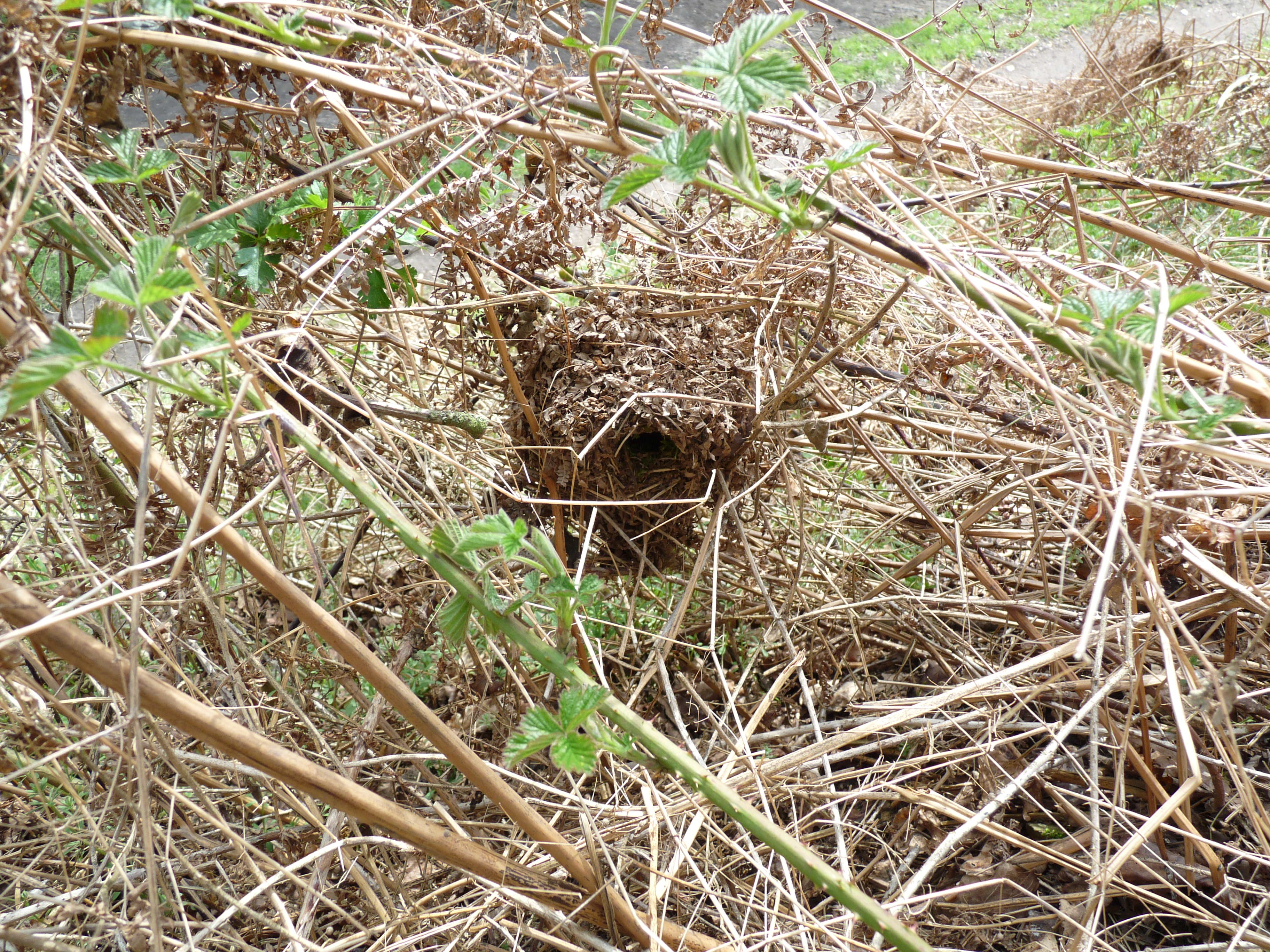
Nido de chochín

Su nombre científico significa "cavernícola" y se refiere a su costumbre de entrar en cavidades y fisuras para pernoctar, construir el nido o para cazar artrópodos (ciempiés, milpiés, etc). También se alimenta de larvas, arañas y bayas. La especie es polígama y un macho se aparea con varias hembras. El macho construye varios nidos para las hembras.
El macho construye varios nidos en forma de bola de musgo, hojas y hierbas, en matorrales espinosos, zarzales, enredaderas, montones de maderos o agujeros de árboles, piedras, escarpes o paredes. La hembra que es la única que incuba los huevos, recubre uno de los nidos con plumas y pone a finales de abril normalmente de cinco a siete huevos blancos con pequeños puntos pardo-rojizos, cuya incubación dura unas dos semanas. Los pollos son alimentados por ambos padres y vuelan después de unos quince días. Generalmente tienen dos crías en cada puesta.
Una singularidad de este pájaro es que el nido se utiliza también como dormitorio de ejemplares adultos una vez finaliza la cría. Las jóvenes crías, una vez crecidas y salidas del nido, vuelven todas las noches a dormir al nido en el que nacieron.

## Subespecies
- Troglodytes troglodytes hirtensis
- Troglodytes troglodytes orii †